# Mistrzostwa Polski w Boksie 1998
69. Mistrzostwa Polski w boksie mężczyzn odbyły się w dniach 18-22 marca 1998 roku w Zabrzu.

## Medaliści
| Kategoria:                        | Złoto:                                      | Srebro:                                  | Brąz:                                                                          |
| waga papierowa (do 48 kg)         | Andrzej Rżany (Activa Gwardia Wrocław)      | Marcin Jaworek (Gwardia Warszawa)        | Patryk Krak (Walka Zabrze) Krzysztof Kusz (06 Kleofas Katowice)                |
| waga musza (do 51 kg)             | Daniel Zajączkowski (Gwarmet Dzierżoniów)   | Bogdan Jendrysik (Walka Zabrze)          | Artur Rapkowski (Hetman Białystok) Jarosław Zajączkowski (Polonia Świdnica)    |
| waga kogucia (do 54 kg)           | Jerzy Struzik (Victoria Jaworzno)           | Arkadiusz Lutyński (Concordia Knurów)    | Tadeusz Cudo (Olimpia Poznań) Sławomir Ćwikliński (Wisła Tczew)                |
| waga piórkowa (do 57 kg)          | Rafał Sikora (Concordia Knurów)             | Stanisław Mazur (Activa Gwardia Wrocław) | Marcin Hertlein (Walka Zabrze) Piotr Jałowiec (Victoria Jaworzno)              |
| waga lekka (do 60 kg)             | Maciej Zegan (Activa Gwardia Wrocław)       | Giennadij Staruszenko (Polonia Świdnica) | Adam Okrągły (Hetman Białystok) Krzysztof Suchomski (06 Kleofas Katowice)      |
| waga lekkopółśrednia (do 63,5 kg) | Jacek Bielski (Renoma-Start Elbląg)         | Jarosław Brzozowiec (Walka Zabrze)       | Roman Hertlein (Walka Zabrze) Marcin Piątkowski (Start Włocławek)              |
| waga półśrednia (do 67 kg)        | Mariusz Cendrowski (Activa Gwardia Wrocław) | Jarosław Spyra (Walka Zabrze)            | Krzysztof Kuchczyński (Concordia Knurów) Robert Szeremeta (Hetman Białystok)   |
| waga lekkośrednia (do 71 kg)      | Robert Gortat (Victoria Jaworzno)           | Paweł Kakietek (Gwardia Warszawa)        | Maciej Jankowski (Zawisza Bydgoszcz) Adam Kaczmarek (06 Kleofas Katowice)      |
| waga średnia (do 75 kg)           | Piotr Wilczewski (Gwarmet Dzierżoniów)      | Józef Gilewski (Concordia Knurów)        | Paweł Bukalski (Gwardia Warszawa) Sebastian Kalaczyński (Renoma Elbląg)        |
| waga półciężka (do 81 kg)         | Tomasz Borowski (Polonia Świdnica)          | Albert Rybacki (06 Kleofas Katowice)     | Tomasz Adamek (Eldorado Jastrzębie) Bogdan Jakubczyk (Olimpia Poznań)          |
| waga ciężka (do 91 kg)            | Wojciech Bartnik (Activa Gwardia Wrocław)   | Bartłomiej Łukasik (Eldorado Jastrzębie) | Michał Kwietniewski (Activa Gwardia Wrocław) Adam Roguszka (Gwardia Warszawav) |
| waga superciężka (powyżej 91 kg)  | Henryk Zatyka (Walka Zabrze)                | Mariusz Minasiewicz (Hetman Białystok)   | Grzegorz Kiełsa (Asdex Białystok) Dariusz Lisko (Start Włocławek)              |